# San Ignacio de Moxos
San Ignacio de Moxos är huvudstad i provinsen Moxos i departementet Beni i Bolivia. Staden har omkring 11 400 invånare (1 juli 2006).
Staden fanns innan den spanska koloniseringen av Amerika och när spanjorerna kom till staden så fann de ett både tekniskt och utvecklat samhälle utvecklat av indianer. Spanjorerna kallade regionen för Moxos, men den hade även andra namn som till exempel El Dorado.
De första jesuiterna kom till platsen 1595 men det dröjde till 1694 innan staden grundades av jesuiter tillsammans med paunanasindianer. Orden upphävdes av den spanske kungen 1767 och det dröjde till 1984 innan jesuiterna återvände till San Ignacio. Varje år firar staden minnet av Ignatius av Loyola under nio dagar.
De flesta byggnaderna i San Ignacio de Moxos är uppförda i barock. Templet i staden byggdes 1694.